# Citadela v Ghazní
Citadela v Ghazní je velká středověká pevnost nacházející se ve městě Ghazní, na východě středního Afghánistánu. Byla postavena ve 13. století v okolí města Ghazní, za účelem opevnění města. Citadela je 45 metrů vysoká.
Citadele hrozí zničení. Již více než polovina z 32 původních věží citadely byla zničena nebo těžce poškozena, přičemž kolaps jedné věže byl zachycen na videu v červnu 2019 a široce sdílen na sociálních sítích. Citadela se nachází v centru města a poblíž hlavních silnic. Nedostatek finančních prostředků, silné deště a pokračující občanská válka v zemi dále přispívají ke špatnému stavu citadely.

## Dějiny

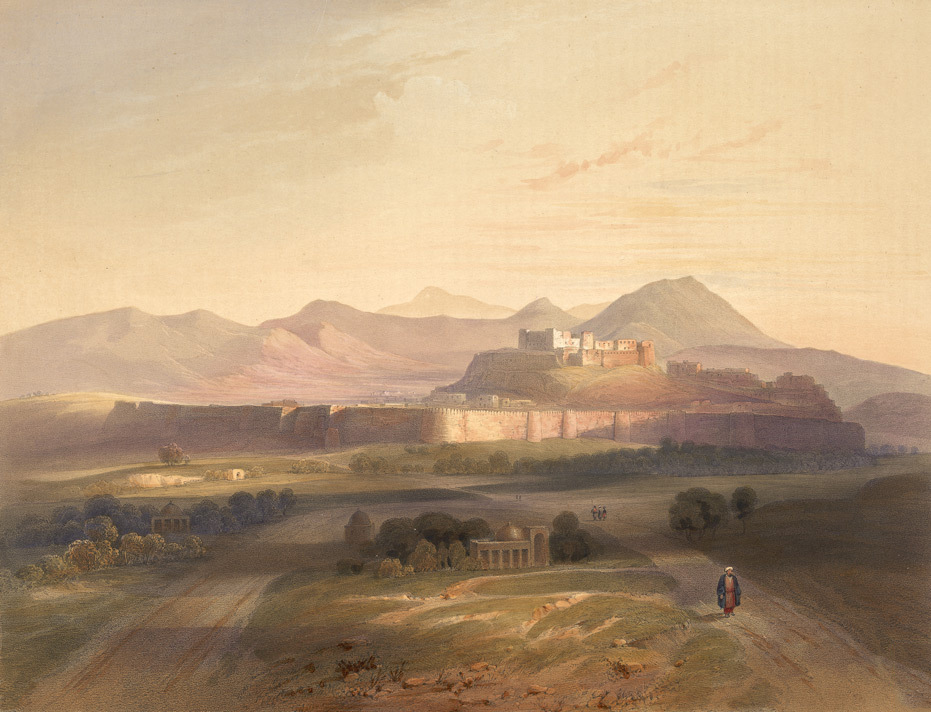
Obraz od Jamese Rattraye zobrazuje město a citadelu v Ghazní, 1839–1842

V roce 962 zaútočil turkický velitel otroků Samanidské říše Alp-Tegín na Ghazní a čtyři měsíce citadelu obléhal. Výsledkem byla porážka tehdejšího lawíkského vládce, Abú Bakra Lawíka. Alp-Tegín byl doprovázen Sabuktiginem.
V roce 1839 byla citadela místem konání bitvy u Ghazní během první anglo-afghánské války, kdy britská vojska zaútočila a dobyla citadelu.
Dne 14. června 2019 se kvůli silnému dešti a možné nedbalosti vlády zřítila věž.

## Hrozby
Stav staré citadely v Ghazní se zhoršuje. Mnoho věží a zdí pevnosti se hroutí. K tomuto přispěly desetiletí války a pokračující politická nestabilita v Afghánistánu. Válka a nedostatek financí brzdí snahy o obnovu.
V červnu 2019 se zřítila jedna z 32 původních věží pevnosti, což bylo zachycena na videu a zveřejněno na sociálních sítích. Událost vyvolala mezinárodní výzvy, aby afghánská vláda a mezinárodní společenství udělaly více pro zachování kulturního dědictví země.

## Galerie

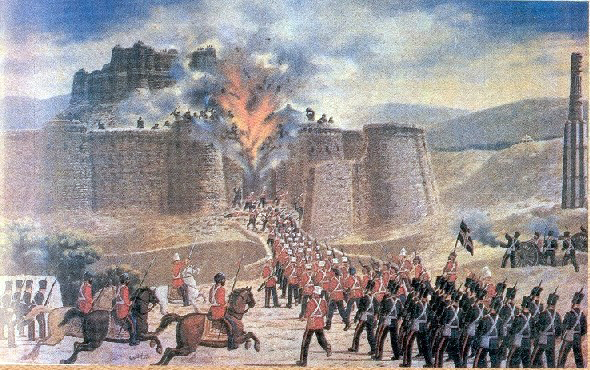
Britsko-indické jednotky útočící na citadelu během první afghánské války, 1839
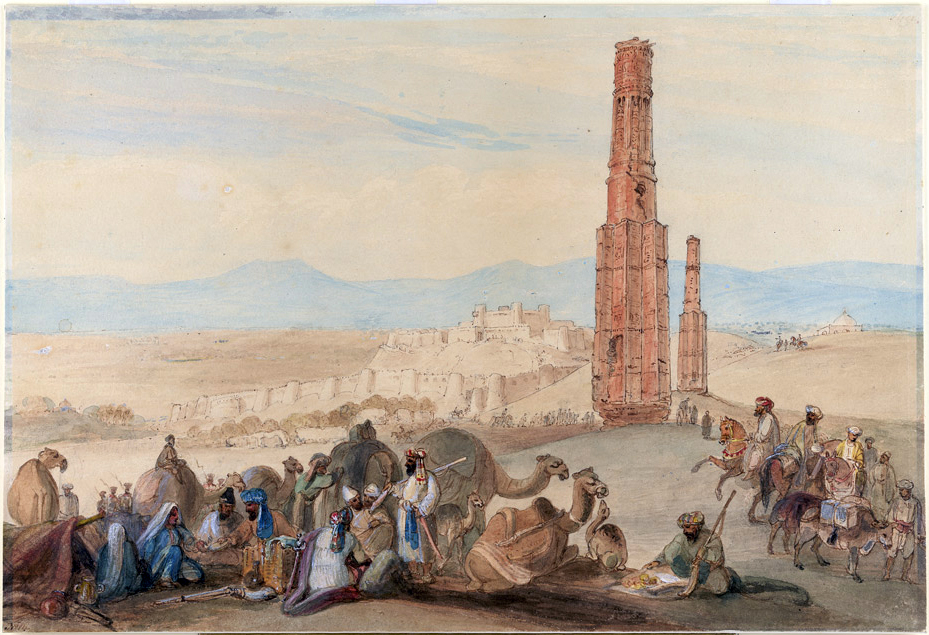
Obraz Jamese Atkinsona s pevností v Ghazní, 1839
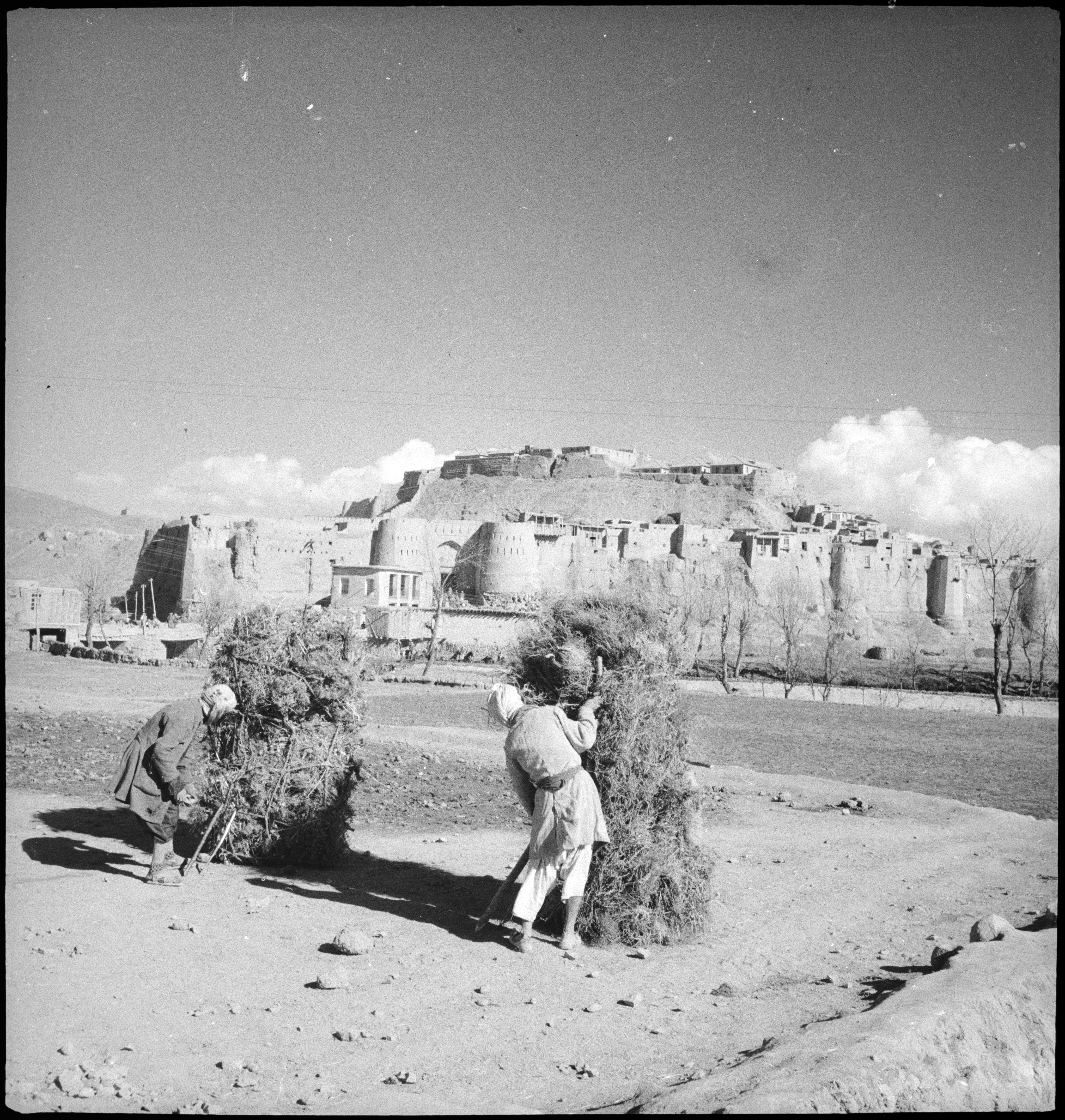
Citadela v Ghazní v roce 1939
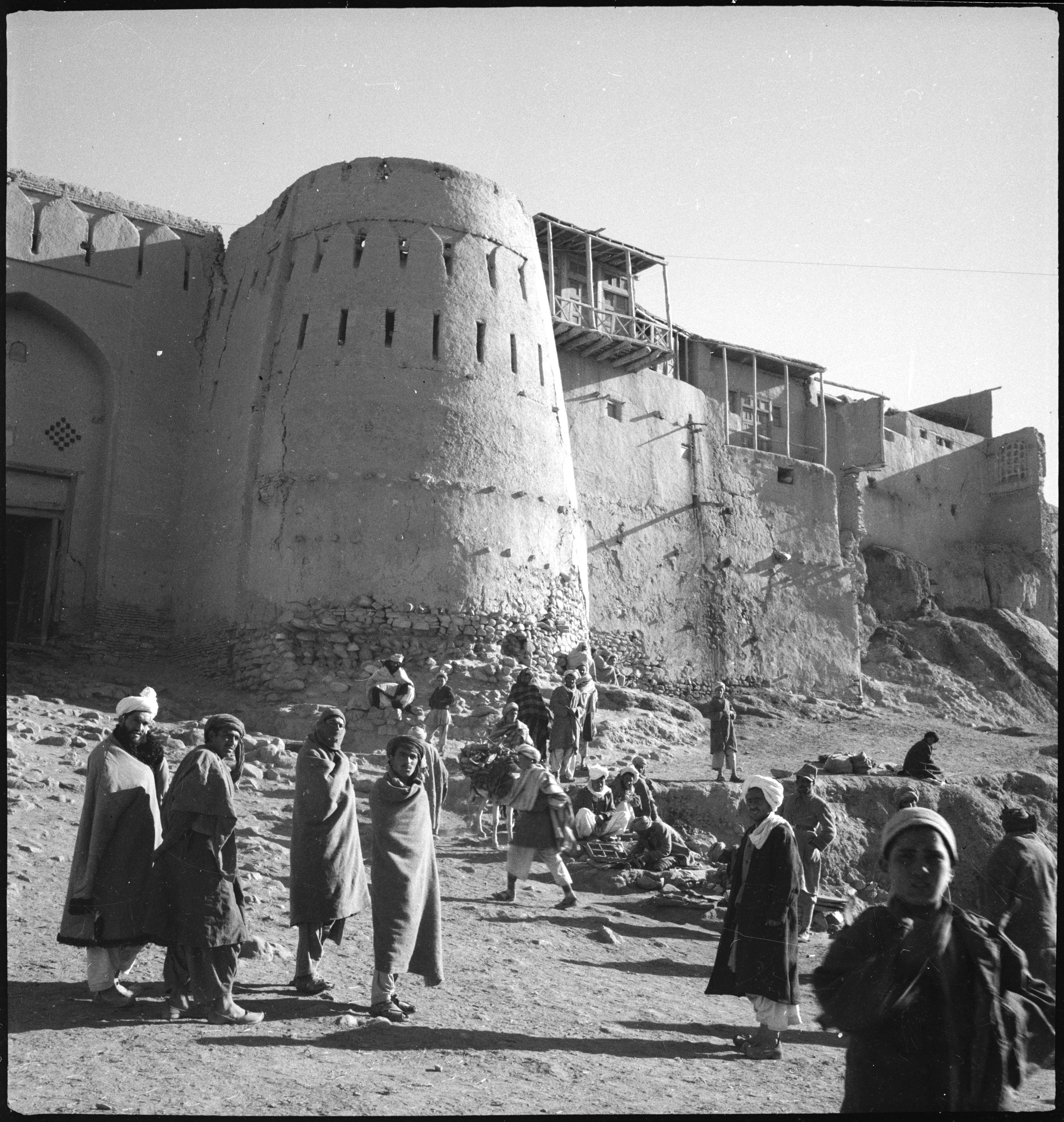
Zeď citadely v Ghazní, 1939–1940
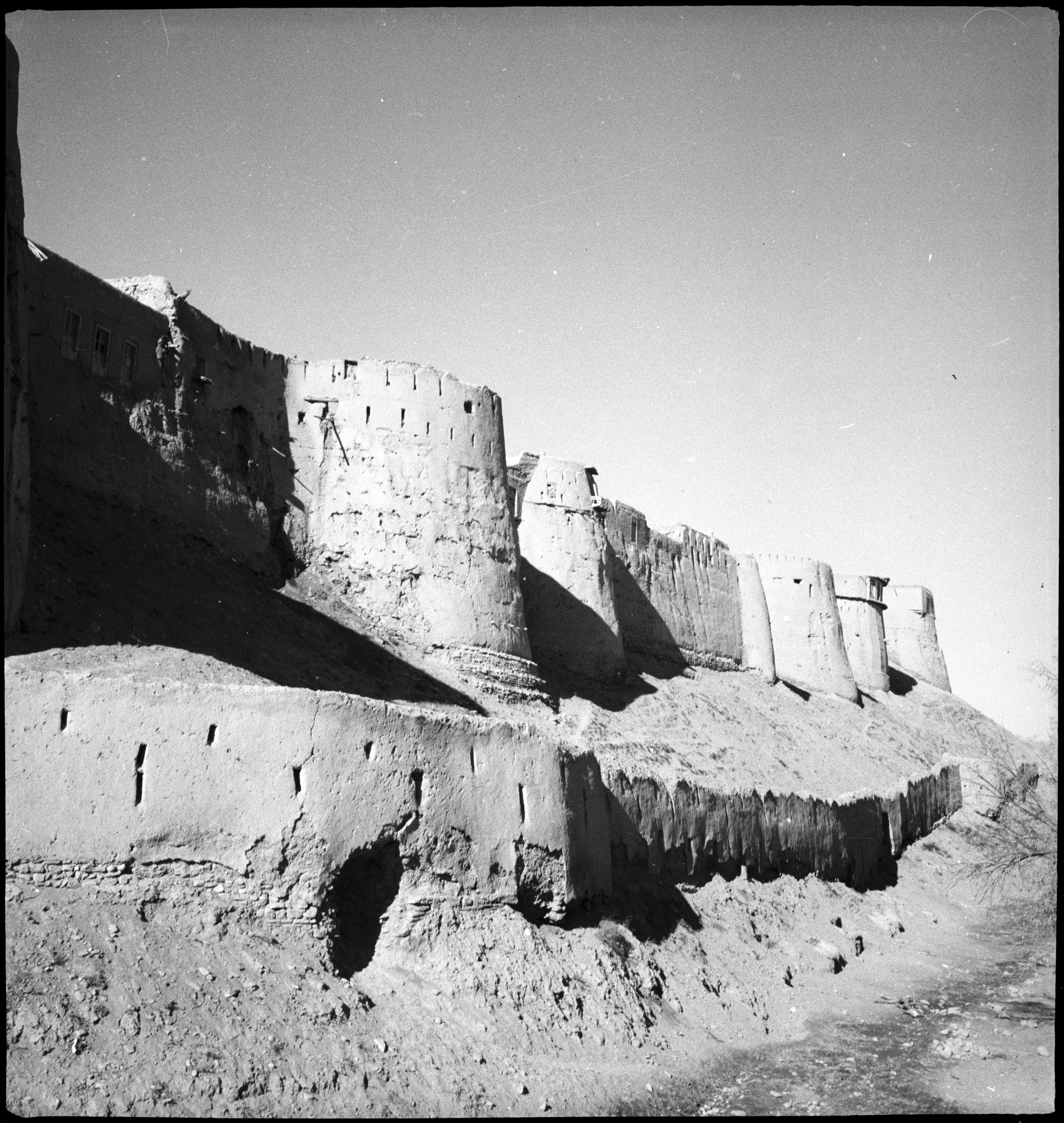
Kulaté věže ve zdi, 1939–1940
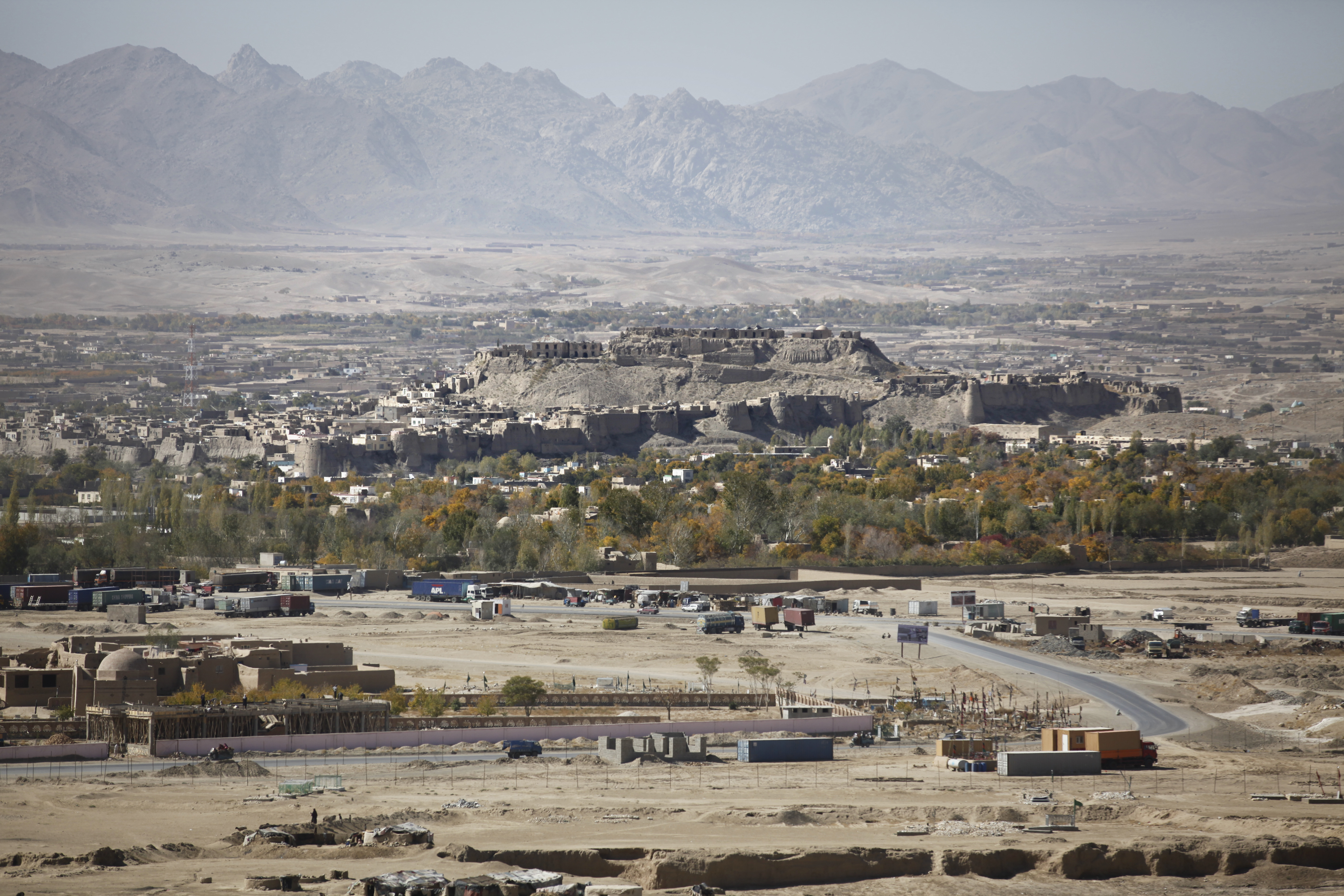
Citadela v Ghazní, při pohledu z buddhistického kláštera Tapa Sardar
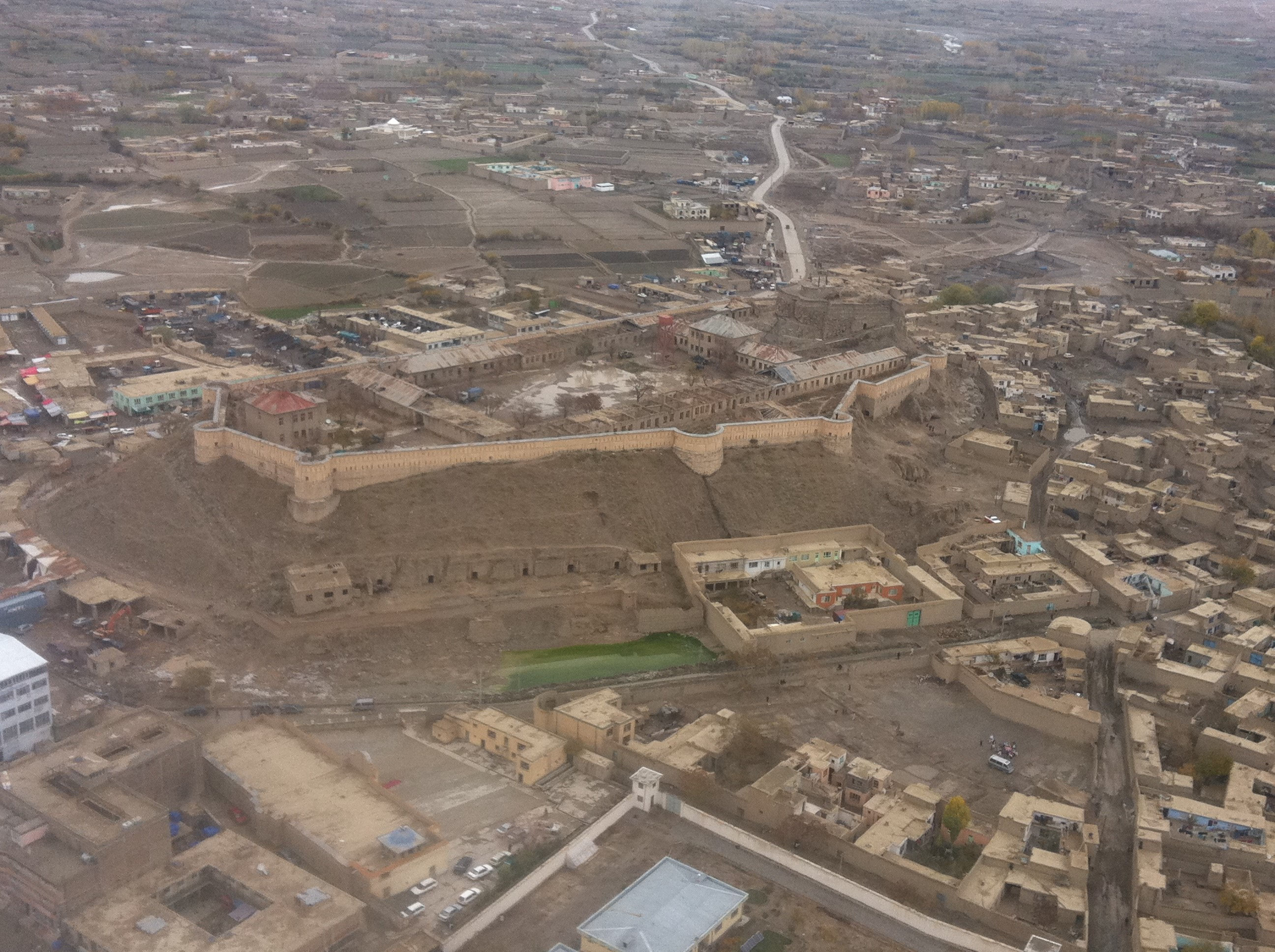
Letecký pohled na citadelu v roce 2011